# Isa al-Nushari
Isa al-Nushari, död 910, var en abbasidisk ämbetshavare.
Han var guvernör i Egypten 905 och 906-910. 